# Chloë des Lysses

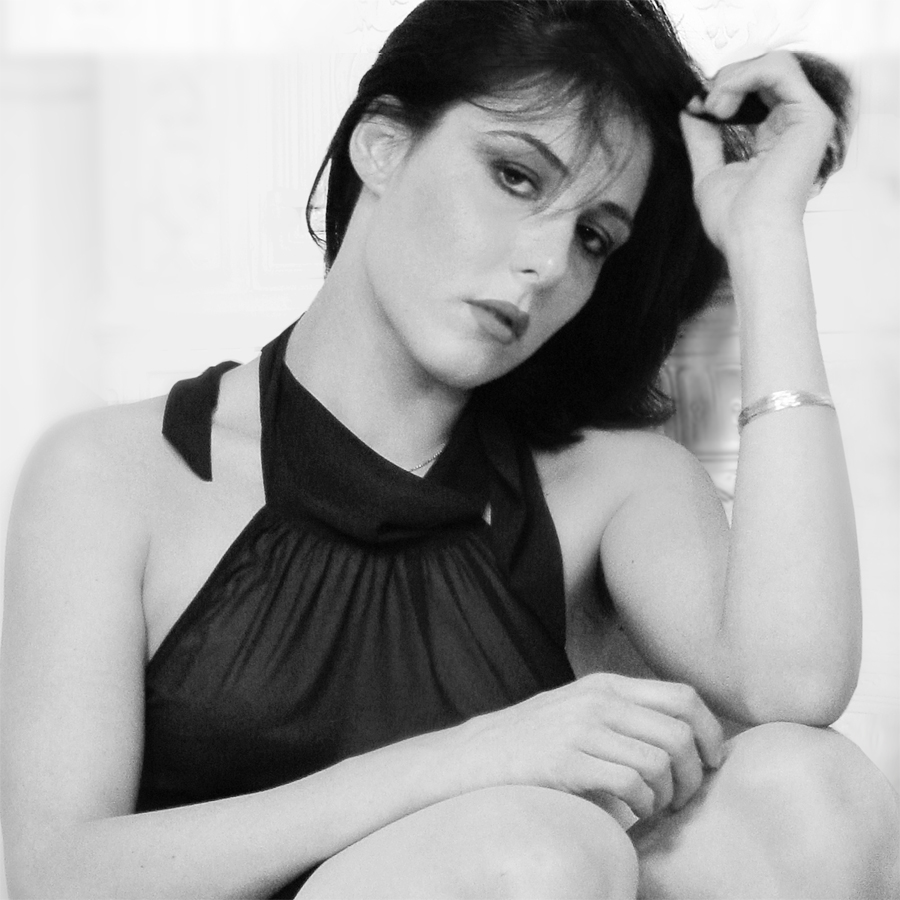
Chloë des Lysses

Chloë des Lysses (n. Toulon; 29 de junio de 1972), cuyo nombre verdadero es Nathalie Boët, es una fotógrafa y periodista francesa. Empezó su carrera como actriz pornográfica, actividad que ejerció entre 1992 y 1994.

## Biografía
Después de rodar una docena de películas pornográficas entre 1992 y 1994, Chloë des Lysses trabaja como modelo para el fotógrafo Dahmane. De esa colaboración nacen dos libros, Porn Art y Porn Art 2, que salen a finales de los años 1990.
Chloë des Lysses se convierte en fotógrafa sin abandonar el universo del erotismo. 
El grupo de rock Tanger le consagró una canción en 1998, titulada "Chloë des Lysses", publicada en el álbum La Mémoire insoluble.
En 2009, Chloë des Lysses publica un libro sobre sexo y cocina que contiene 63 recetas, The Pimp Cook Book.
- Datos: Q528292
- Multimedia: Chloë des Lysses / Q528292